# Diecezja wrocławsko-szczecińska
Diecezja wrocławsko-szczecińska – jedna z 6 diecezji Polskiego Autokefalicznego Kościoła Prawosławnego utworzona w 1951 (wcześniej wikariat). Graniczy z diecezjami: białostocko-gdańską i łódzko-poznańską.
Diecezja obejmuje swoją jurysdykcją województwa: dolnośląskie, lubuskie, opolskie, zachodniopomorskie oraz zachodnią część pomorskiego.

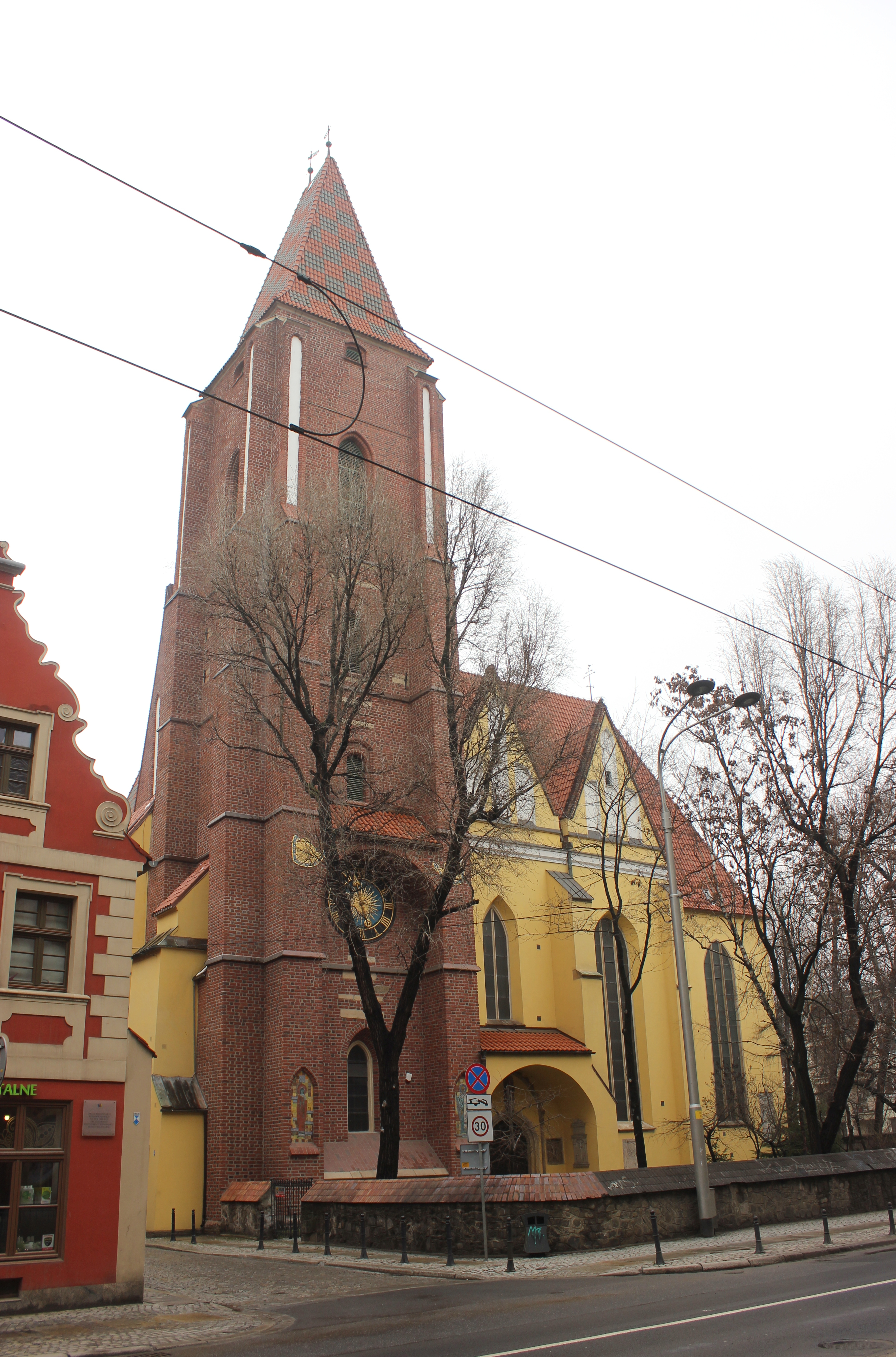
Sobór Narodzenia Przenajświętszej Bogurodzicy we Wrocławiu
Siedziba Kancelarii Arcybiskupiej we Wrocławiu przy ul. św. Mikołaja 40
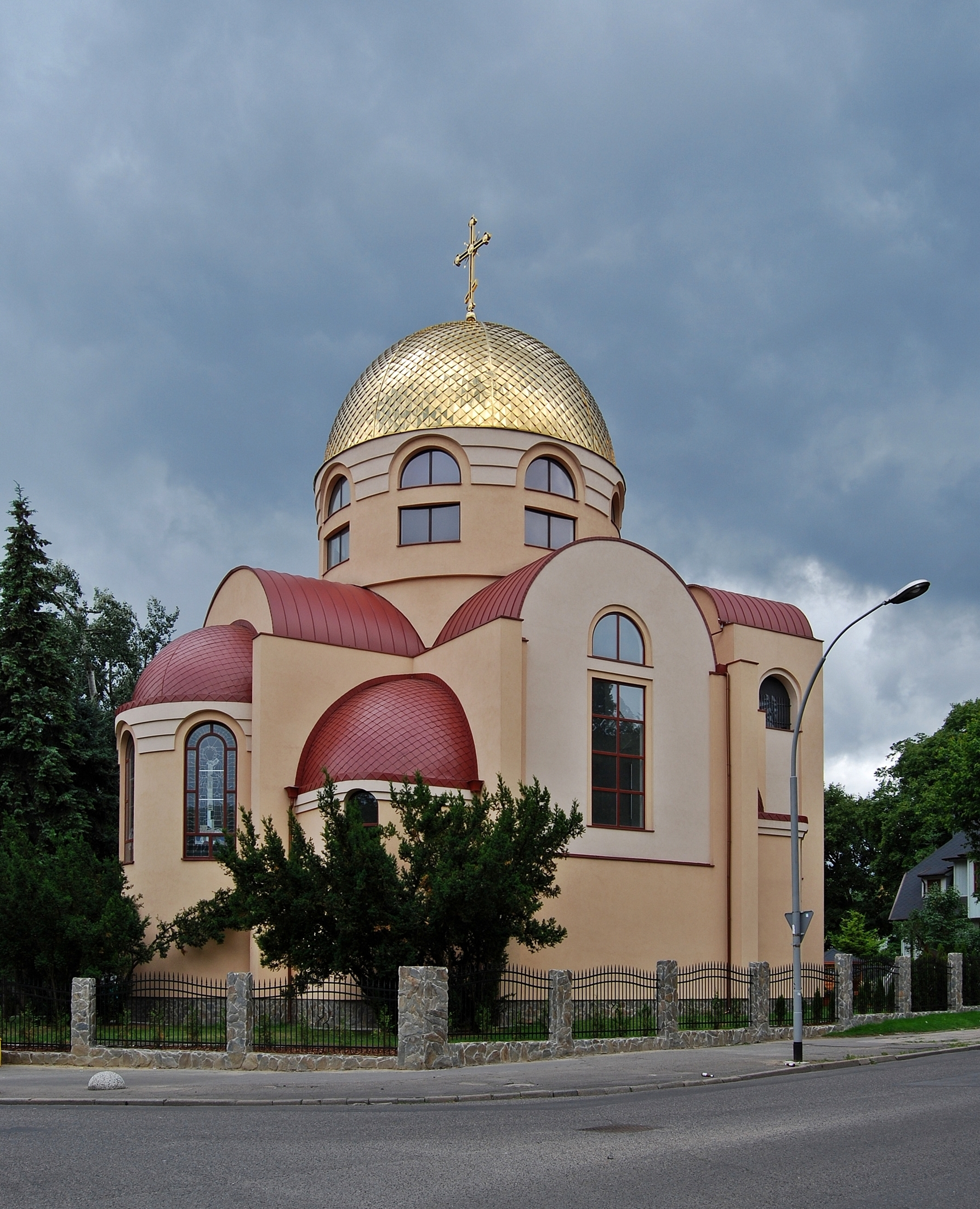
Cerkiew św. Mikołaja w Szczecinie

## Główne świątynie
- Sobór katedralny Narodzenia Przenajświętszej Bogurodzicy we Wrocławiu
- Cerkiew konkatedralna św. Mikołaja w Szczecinie

## Dekanaty
1. Koszalin (5 parafii)
2. Lubin (9 parafii)
3. Szczecin (9 parafii)
4. Wrocław (13 parafii)
5. Zielona Góra (8 parafii)

## Instytucje diecezjalne
- Dom Opieki św. Stefana w Jeleniej Górze
- Szkoła Śpiewu Cerkiewnego i Języka Cerkiewno-Słowiańskiego w Jeleniej Górze
- Parafialny Ośrodek dla Dzieci i Młodzieży w Przemkowie
- Parafialny Ośrodek Miłosierdzia Dom św. Elżbiety w Sokołowsku
- ELEOS – Prawosławny Diecezjalny Ośrodek Miłosierdzia we Wrocławiu
- Bractwo Młodzieży Prawosławnej Diecezji Wrocławsko-Szczecińskiej

## Biskup
- Jerzy (Pańkowski), arcybiskup wrocławski i szczeciński – ordynariusz[2]